# Šilainiai

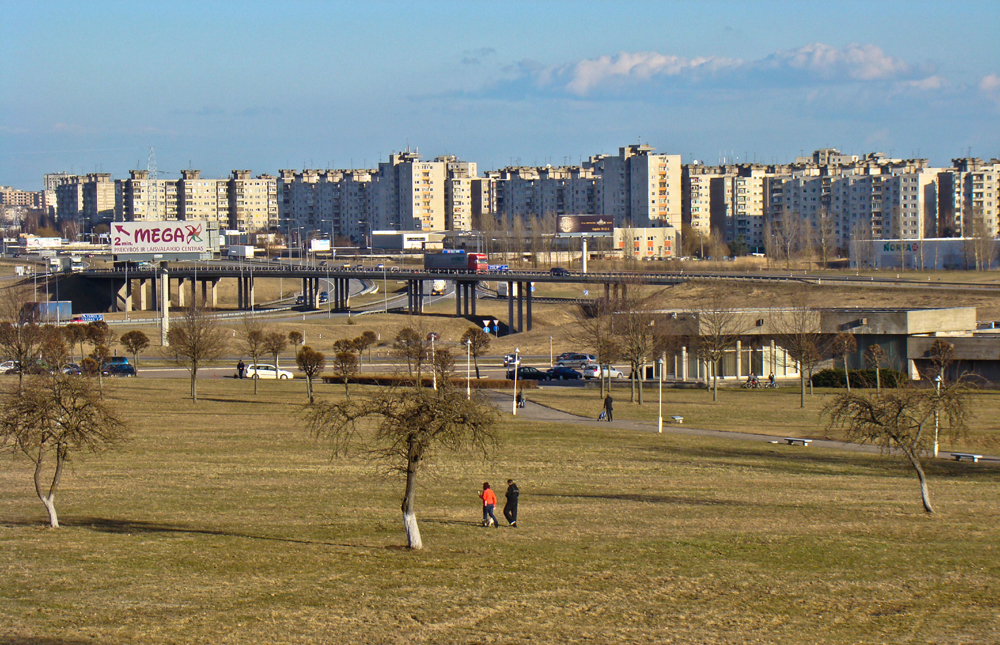
Panorama

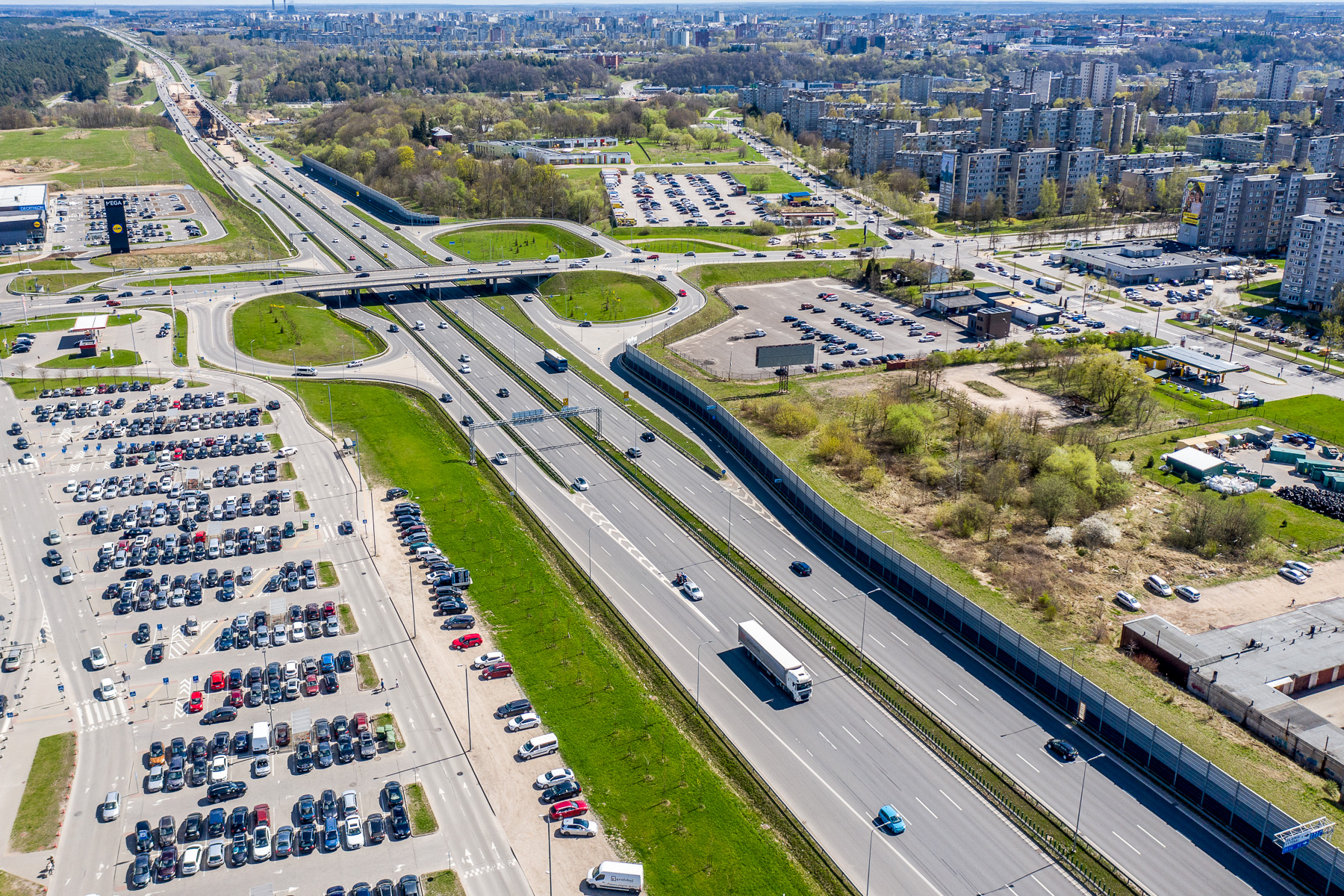
A1-Fernstraße

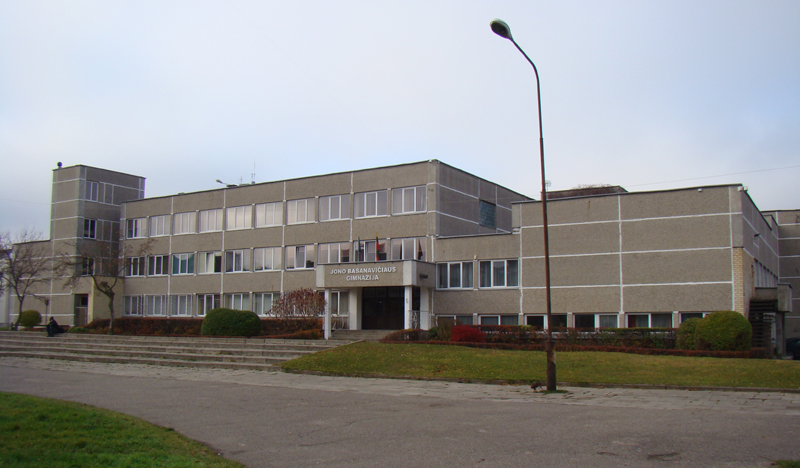
Jonas-Basanavičius-Gymnasium

Šilainiai ist ein Stadtteil von Kaunas, der zweitgrößten Stadt in Litauen, nördlich vom Stadtteil Vilijampolė. Der Amtsbezirk Šilainiai ist 5,8 km² groß und hat 40.600 Einwohner. Es gibt eine Poliklinik, Apotheken, Postabteilungen, Buchhandlungen, Supermarkets, die katholische Heilig-Geist-Kirche Kaunas und den Friedhof Maironiškiai.

## Geschichte
Hier war früher das Dorf Šilainė. Der nordöstliche Teil war früher Milikoniai und der südwestliche Smėliais.

## Schulen
- Ryto-Grundschule Kaunas
- Jonas-Basanavičius-Gymnasium Kaunas
- Juozas-Grušas-Kunstgymnasium Kaunas
- Johannes-Paul-II.-Gymnasium Kaunas
- Progymnasium Milikoniai
- Pranas-Mašiotas-Grundschule
- Sonderschule Kaunas
- Tadas-Ivanauskas-Progymnasium
- Santaros-Gymnasium